# Cash

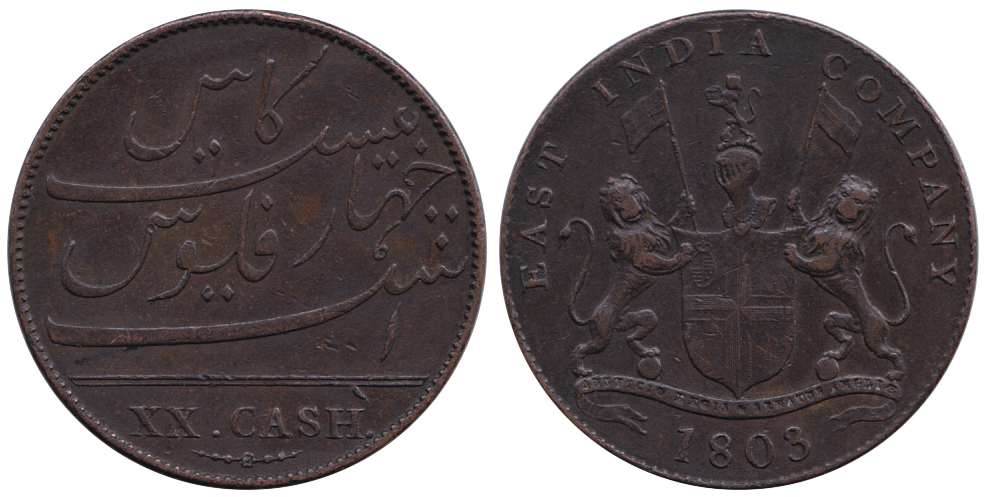
20 cash 1803. Brittiska ostindiska kompaniets armé i Indien, Madras

Cash (till svenskan från engelskan, härlett ur portugisiskans caixa) är en engelskspråkig benämning på pengar. Ordet har kommit till europeiska språk från sanskrits karsa - "vikt av guld eller silver".
Cash har varit valuta i ett flertal länder, däribland märks främst de berömda kinesiska cashmynten, men även i Vietnam, Madras och Travancore.
I Sverige används ofta cash om kontanter.